# Eupithecia tenellata
Eupithecia tenellata là một loài bướm đêm trong họ Geometridae.